# Oakdale (Nebraska)
Oakdale es una villa ubicada en el condado de Antelope en el estado estadounidense de Nebraska. En el Censo de 2010 tenía una población de 322 habitantes y una densidad poblacional de 239,09 personas por km².

## Geografía
Oakdale se encuentra ubicada en las coordenadas 42°4′12″N 97°58′2″O / 42.07000, -97.96722. Según la Oficina del Censo de los Estados Unidos, Oakdale tiene una superficie total de 1.35 km², de la cual 1.35 km² corresponden a tierra firme y (0%) 0 km² es agua.

## Demografía
Según el censo de 2010, había 322 personas residiendo en Oakdale. La densidad de población era de 239,09 hab./km². De los 322 habitantes, Oakdale estaba compuesto por el 95.03% blancos, el 1.24% eran afroamericanos, el 0.93% eran amerindios, el 0% eran asiáticos, el 0% eran isleños del Pacífico, el 1.86% eran de otras razas y el 0.93% pertenecían a dos o más razas. Del total de la población el 5.28% eran hispanos o latinos de cualquier raza.